# PAOK Salónica BC
El PAOK Salónica BC (en griego: ΚΑΕ Π.Α.Ο.Κ.), también conocido simplemente como PAOK de Salónica, es un equipo de baloncesto griego con base en Salónica, que disputa la competición de la A1 Ethniki. Fue fundado en 1926, y juega en la primera división griega desde 1960 ininterrumpidamente.

## Palmarés

### Títulos internacionales
- 1 Recopa de Europa de Baloncesto: 1991. Finalista en 1992 y 1996.
- 1 Copa Korac: 1994.

### Títulos nacionales
- 2 Liga de Baloncesto de Grecia: 1959, 1992.
- 3 Copas de Baloncesto de Grecia: 1984, 1995, 1999.

## Jugadores

### Jugadores históricos
- Branislav Prelević
- Zoran Savić
- Radoslav Nesterovič
- Efthimios Rentzias
- Predrag Stojaković
- Frédéric Weis
- Cliff Levingston
- Scott Skiles
- Kostas Vasileiadis

## Pabellón
El PAOK disputa sus partidos en el PAOK Sports Arena, más conocido como "Palataki", que fue construido en el año 2000 y que cuenta con un aforo para 18.650 espectadores.